# 교황 테오도로 2세
교황 테오도로 2세(라틴어: Theodorus PP. II, 이탈리아어: Papa Teodoro II)는 제115대 교황(재위: 897년 12월 - 897년 12월)이다.
로마에서 태어난 그는 교황 스테파노 6세에 의해 사제로 서품받았으며, 그의 형제 테오시오는 주교였다. 그는 교황 포르모소의 사제 서품에 대한 타당성을 인정하면서, 스테파노 6세에 의해 서품이 무효 처리되어 직무에서 물러난 모든 성직자를 복귀시켰다. 또한 그는 바로 로마 남쪽에 있는, 고대 포르토 항구 근처에서 포르모소의 시체를 되찾았고, 성 베드로 대성전에 다시 정중하게 매장하였다. 이러한 용감한 행위를 한 테오도로 2세의 갑작스러운 죽음은 확실한 증거는 없으나 많은 의문을 남기고 있다.